# تام جگر
تام جَگِر (به انگلیسی: Tom Jager) ورزشکار مرد رشتهٔ شنا اهل کشور ایالات متحده آمریکا است. وی در بین سال‌های ‎۱۹۸۴ تا ۱۹۹۲ میلادی در مسابقات بازی‌های المپیک تابستانی در مجموع ۷ مدال، شامل ۵ مدال طلا و ۱ نقره و ۱ برنز را کسب کرد.